# Horrea piperiana
Gli Horrea piperiana (o piperatica o piperataria; "magazzini del pepe") erano un edificio posto nei pressi del Foro Romano, al di sotto della successiva basilica di Massenzio.

## Storia
Facevano parte di un complesso di edifici utilitari di età flavia, ricordato anche nella pianta della Forma Urbis Severiana. Tuttavia il complesso era stato verosimilmente danneggiato dal grande incendio del 192, quindi agli inizi del IV secolo fu inglobato nella Basilica nova.
Sul lato opposto della Sacra via summa si trovava un altro complesso analogo, ancora visibile fino a quando gli scavi del XIX secolo lo demolirono ampiamente, in quanto scambiato per costruzione medievale e quindi giudicato privo d'interesse per l'archeologia dell'epoca.
L'identificazione dell'edificio, oggetto di saggi archeologici, è stata confermata dal confronto con le fonti letterarie (Plinio il Vecchio e Cassio Dione): si trattava dei magazzini del pepe e altre spezie. L'area è stata oggetto di scavi, che hanno consentito una più approfondita comprensione delle strutture degli horrea obliterate per la costruzione della basilica di Massenzio.
Sul finire del 2024 è stato approntato un percorso di visita dei resti degli horrea.